# 李道広
李 道広（り どうこう、生没年不詳）は、唐代の官僚・政治家。字は太丘。本貫は滑州。

## 経歴
太常寺卿・隴西郡公李寛の子として生まれた。武周のとき、汴州刺史となった。突厥と契丹が河北に侵攻して陥落させたことから、河南の諸州から兵が徴募され、民情は大騒ぎとなった。道広は寛容さと厳格さを折衷させて、善政で知られ、汴州だけは民衆の逃散を引き起こさなかった。ほどなく道広は入朝して殿中監となった。万歳通天元年（696年）9月、同鳳閣鸞台平章事（宰相）となった。金城県侯に封じられた。聖暦元年（698年）1月、宰相から罷免された。のちに死去した。秦州都督の位を追贈された。諡は成といった。

## 子女
- 李元綜（屯田郎中、荊府長史）[1]
- 李元繹（都水使者）[1]
- 李元紘
- 李元緘（鄆州刺史）[1]

## 伝記資料
- 『旧唐書』巻98 列伝第48
- 『新唐書』巻126 列伝第51